# Поєнь (Телеорман)
Поєнь, Поєні (рум. Poeni) — село у повіті Телеорман в Румунії. Адміністративний центр комуни Поєнь.
Село розташоване на відстані 59 км на захід від Бухареста, 47 км на північ від Александрії, 122 км на схід від Крайови, 141 км на південь від Брашова.

## Населення
За даними перепису населення 2002 року у селі проживали 1657 осіб.
Національний склад населення села:
| Національність | Кількість осіб | Відсоток |
| -------------- | -------------- | -------- |
| румуни         | 1550           | 93,5%    |
| цигани         | 106            | 6,4%     |

Рідною мовою назвали:
| Мова      | Кількість осіб | Відсоток |
| --------- | -------------- | -------- |
| румунська | 1615           | 97,5%    |
| циганська | 42             | 2,5%     |